# Penfold Tournament
O Penfold Tournament foi um torneio masculino de golfe no circuito europeu da PGA (de 1972 a 1974). Foi criado em 1932 e decorreu até o ano de 1974. Disputava-se no formato de jogo por tacadas, exceto nos anos de 1949, 1950, 1952, 1953 e 1954.